# Yuncheng
Yuncheng (运城市,  Yùnchéng Shì) ist eine Stadt im Süden der chinesischen Provinz Shanxi mit 4.774.508 Einwohnern (Stand: Zensus 2020) auf einer Fläche von 14.183 km². In dem eigentlichen städtischen Siedlungsgebiet von Yuncheng leben 692.003 Menschen (Stand: Zensus 2020). Sie grenzt an die Städte Jincheng und Linfen im Osten und Norden und an die Provinzen Shaanxi und Henan im Westen und Süden.

## Administrative Gliederung
Die bezirksfreie Stadt Yuncheng setzt sich auf Kreisebene aus einem Stadtbezirk, zwei kreisfreien Städten und zehn Kreisen zusammen. Diese sind (Stand: Zensus 2020):
- Stadtbezirk Yanhu – 盐湖区 Yánhú Qū, 1.205 km², 928.334 Einwohner;
- Stadt Yongji – 永济市 Yǒngjì Shì, 1.193 km², 394.935 Einwohner;
- Stadt Hejin – 河津市 Héjīn Shì, 598 km², 392.561 Einwohner;
- Kreis Ruicheng – 芮城县 Ruìchéng Xiàn, 1.169 km², 342.889 Einwohner;
- Kreis Linyi – 临猗县 Línyī Xiàn, 1.365 km², 482.559 Einwohner;
- Kreis Wanrong – 万荣县 Wànróng Xiàn, 1.078 km², 361.956 Einwohner;
- Kreis Xinjiang – 新绛县 Xīnjiàng Xiàn, 594 km², 282.230 Einwohner;
- Kreis Jishan – 稷山县 Jìshān Xiàn, 683 km², 316.114 Einwohner;
- Kreis Wenxi – 闻喜县 Wénxǐ Xiàn, 1.167 km², 355.269 Einwohner;
- Kreis Xia – 夏县 Xià Xiàn, 1.352 km², 287.938 Einwohner;
- Kreis Jiang – 绛县 Jiàng Xiàn, 990 km², 226.871 Einwohner;
- Kreis Pinglu – 平陆县 Pínglù Xiàn, 1.176 km², 205.080 Einwohner;
- Kreis Yuanqu – 垣曲县 Yuánqǔ Xiàn, 1.615 km², 197.772 Einwohner.